# Føllenslev Sogn
Føllenslev Sogn var et sogn i Kalundborg Provsti (Roskilde Stift). Sognet blev nedlagt 29. november 2020 ved sammenlægning med Særslev Sogn til Føllenslev-Særslev Sogn.
I 1800-tallet var Særslev Sogn anneks til Føllenslev Sogn. Begge sogne hørte til Skippinge Herred i Holbæk Amt. Føllenslev-Særslev sognekommune blev ved kommunalreformen i 1970 indlemmet i Bjergsted Kommune, der ved strukturreformen i 2007 indgik i Kalundborg Kommune.